# Інтегрорізницеве рівняння
Інтегрорізницеве рівняння — рекурентне співвідношення у просторі функцій, яке має такий вигляд:
{\displaystyle n_{t+1}(x)=\int _{\Omega }k(x,y)\,f(n_{t}(y))\,dy,}
де {\displaystyle \{n_{t}\}\,} — певна послідовність у функціональному просторі {\displaystyle \Omega \,} — область значень цих функцій. У більшості видів застосувань для будь-яких {\displaystyle y\in \Omega \,}, {\displaystyle k(x,y)\,} — це функція густини ймовірності на {\displaystyle \Omega \,}. Важливо зазначити, що у цьому визначенні {\displaystyle n_{t}} може бути вектором, в цьому випадку кожен його елемент {\displaystyle \{n_{t}\}} є скалярною величиною.

## Застосування у теоретичній біології
Інтегродиференційні рівняння широко застосовуються в математичній біології, особливо в теоретичній екології для моделювання розповсюдження (дисперсії) організмів і росту чисельності популяцій. В цьому випадку, {\displaystyle n_{t}(x)} — це чисельність або густина особин в популяції в ділянці простору {\displaystyle x} в час {\displaystyle t}, {\displaystyle f(n_{t}(x))} описує локальний ріст чисельності (густини популяції) в точці простору {\displaystyle x} і {\displaystyle k(x,y)}, — це ймовірність переходу з точки {\displaystyle y} до точки {\displaystyle x}. Ця величина ще називається зерном розповсюдження (англ. dispersal kernel). Інтегрорізницеві рівняння дуже часто використовуються для опису популяцій з одним поколінням за рік (наприклад, такими є популяції багатьох членистоногих, однорічних рослин). Однак, популяції з багатьма поколіннями за рік можуть також моделюватись з допомогою інтегрорізницевих рівнянь , але за умови якщо покоління цього організму не перекриваються. В цьому випадку час {\displaystyle t} виражається не в роках, а в періодах між поколінями.

## Інші підходи до моделювання динаміки чисельності популяцій у просторі
Інші види рівнянь, які використовуються для моделювання динаміки чисельності популяцій в просторі включають реакційно-дифузійні рівняння і метапопуляційні рівняння. Однак для дифузійних рівнянь складно включити чітко патерни розповсюдження, тому ці рівняння біологічно релевантні тільки для моделювання популяцій з поколіннями, що перекриваються. . Метапопуляційні рівняння відрізняються від інтегрорізницевих рівнянь, тому що вони розглядають простір ареалу пуляції дискретно, а не неперервно як в інтегрорізницевих рівняннях.